# Turul (Bákó megye)
Turul (románul Turluianu) falu Romániában, Moldvában, Bákó megyében.

## Fekvése
Bákótól délnyugatra, Berești-Tazlău és Cemu közt fekvő település.

## Leírása
Turulnak 1930-ban 368 lakosa volt. Ebből 60 magyar, 61 római katolikus volt.
A 2002-es népszámláláskor  1145 lakosából 160 volt római katolikus és 10 vallotta magát magyarnak.

## Külső hivatkozások
- Csángó települések jegyzéke[halott link] PDF